# Peadar Kearney
Peadar Kearney, en gaélico irlandés Peadar Ó Cearnaigh (Dublín, 12 de diciembre de 1883 - Dublín, 24 de noviembre de 1942) fue un revolucionario, escritor, poeta y compositor irlandés. Es autor de numerosas canciones patrióticas, entre otras, el himno nacional irlandés: Amhrán na bhFiann. 
Nació el 12 de diciembre de 1883 en el número 68 de la calle Lower Dorset de Dublín (Irlanda). De joven, compatibilizaba su trabajo de jornalero con la de compositor de canciones, poemas y piezas teatrales. Por otro lado, fue tío de Brendan Behan y Dominic Behan, dos escritores irlandeses también famosos.
En 1901 ingresó a la Liga Gaélica y en año 1903 a la Hermandad Republicana Irlandesa (IRB). En 1907, cuando trabajaba fuera de escenario en el Abbey Theatre, escribió íntegramente la letra de la Amhrán na bhFiann, y posteriormente compuso conjuntamente la melodía. En 1912 fue publicada por primera vez en el periódico "Irish Freedom" y pasó a ser rápidamente la canción más famosa de los patriotas irlandeses. Fue miembro fundador de los Irish Volunteers en 1913. En el Alzamiento de Pascua de 1916, luchó desde la fábrica de galletas Jacob's en el II Batallón, dirigido por Thomas MacDonagh. Consiguió escapar antes de que el batallón fuese arrestado. En 1920, en Guerra de Independencia, fue destinado al campo de internamiento de Ballykinlar, situado en el condado de Down. Íntimo amigo de Michael Collins, se decantó por la creación de la República de Irlanda durante la guerra civil irlandesa (1922-1923). Tras haber vencido la Guerra Civil se alejó de la política. En 1926, se adoptó la tornada como himno oficial, sustituyendo al himno God Save Ireland, utilizado hasta el momento como no oficial. En 1928 se publicó el libro "La Canción del Soldado de Kearney y otros poemas". Algunas de las otras canciones importantes que escribió son: The Three-coloured Ribbon, Down by the Liffey, Down by the Glenside, y Erin Go Bragh —lema inscrito en la bandera republicana irlandesa antes de la formación del estado irlandés. 
Murió el 23 de noviembre de 1942 en Dublín (Irlanda), en una situación de precariedad económica. Fue enterrado en el cementerio de Glasnevin, en Dublín, y, en la misma ciudad, en la acera oeste de la calle Dorset, le dedicaron una placa conmemorativa. 